# 속기 (바둑)
속기는 짧은 시간에 하는 바둑 대국이다. 15분 경과 후 30초 초읽기, 각자 세 시간으로 시간 제한을 두는 것 등이 있다.